# 丽贝卡·斯科恩
丽贝卡·斯科恩（英語：Rebecca Scown，1983年8月10日—），新西兰女子赛艇运动员。她曾代表新西兰参加2012年和2016年夏季奥林匹克运动会赛艇比赛，获得一枚银牌和一枚铜牌。